# Chudojełanskoje
Chudojełanskoje (ros. Худоеланское) – wieś (sieło) w Rosji, w obwodzie irkuckim, w rejonie niżnieudińskim. W 2010 liczyła 1880 mieszkańców.